# Piriqueta araguaiana
Piriqueta araguaiana là một loài thực vật có hoa trong họ Lạc tiên. Loài này được Arbo miêu tả khoa học đầu tiên năm 1995.